# ليديا ياكوبيسوفا
ليديا ياكوبيسوفا مواليد 14 أكتوبر 1981 في بوينيتسى، هي لاعبة كرة يد سلوفاكية تلعب كجناح أيمن. مثلت منتخب سلوفاكيا لكرة اليد للسيدات.

## سجل المنافسة
شاركت في البطولات التالية:
- بطولة أوروبا لكرة اليد للسيدات 2014

## روابط خارجية
- ليديا ياكوبيسوفا على موقع الاتحاد الأوروبي لكرة اليد (الإنجليزية)